# Радзейовський повіт
Радзеювський повіт (пол. powiat radziejowski) — один з 19 земських повітів Куявсько-Поморського воєводства Польщі.
Утворений 1 січня 1999 року в результаті адміністративної реформи.

## Загальні дані
Повіт знаходиться у південній частині воєводства.
Адміністративний центр — місто Радзеюв.
Станом на 1.01.2008 населення становить 41 972 осіб, площа 607,2 км².

## Демографія
Демографічні дані повіту станом на 30.06.2005:
|       | Всього | Всього | Жінки  | Жінки | Чоловіки | Чоловіки |
| ----- | ------ | ------ | ------ | ----- | -------- | -------- |
|       | осіб   | %      | осіб   | %     | осіб     | %        |
| Повіт | 42 300 | 100    | 21 411 | 50,6  | 20 889   | 49,4     |
| Міста | 10 230 | 100    | 5343   | 52,2  | 4887     | 47,8     |
| Села  | 32 070 | 100    | 16 068 | 50,1  | 16 002   | 49,9     |